# Naty Botero
Natalia Hernández Botero (Medellín, Antioquia, Colômbia, 10 de fevereiro de 1980) mais conhecida por seu nome artístico Naty Botero é uma cantora, atriz e empresária colombiana que se aventurou na música em 2006 com seu hit de rádio Te Quiero Mucho.
Reconhecida por suas múltiplas indicações ao MTV EMA's, MTV Latin America Awards, Shock Music Awards e suas múltiplas colaborações com renomados artistas nacionais e internacionais. Atualmente ela é uma defensora das comunidades indígenas na Sierra Nevada de Santa Marta, Colômbia com sua fundação Coraje.

## Trajetória

### Seus inícios
Sua primeira incursão na música foi através de Felix Da Housecat, que a convidou para cantar em seu álbum Devin Dazzle & the Neón Fever, participando de cinco músicas.
Ele decidiu seguir carreira solo em 2006 com seu single Te Quiero Mucho, produzido por Christian Castagno e lançado pela Sony Music na Colômbia e em vários países da América Latina e Europa.
Como realizadora de cinema (School of visual arts), foi a realizadora do vídeo Contacto, do colega colombiano Andrés Cabas, que ganhou o prémio Mucha Música de melhor vídeo pop. Seu primeiro curta-metragem Little Death foi vencedor no Brooklyn Film Festival, em Nova York. Como atriz, participou de diversos filmes e peças teatrais nos Estados Unidos. Ele teve aulas de teatro com Susan Batson (Nicole Kidman, Tom Cruise) e participou do filme colombiano Esto huele mal. Fuego, música incluída em seu primeiro álbum, fez parte desse filme e de sua trilha sonora. Fuego também fez parte da trilha sonora do filme americano Another Gay Movie.

### 2006-2009:Naty Botero
Em 2006, ela foi responsável pela abertura do show de Gustavo Cerati em Bogotá (Gira Ahi Vamos). Ela também foi convidada a apresentar e entregar o prêmio de melhor artista pop internacional ao cantor britânico Robbie Williams no MTV Latino Awards realizado no México; lá se tornou conhecido em toda a América Latina.
Te Quiero Mucho foi a música que a tornou conhecida no mundo da música, com a qual se posicionou no número 1 nas rádios da Colômbia, Equador, Venezuela, Peru e várias cidades do México.
Ela foi indicada para os prêmios MTV Latino como melhor nova artista central, também para os prêmios Shock e Ritmo Son Latino em 2007. Seu segundo single promocional, Dinosaurio,  foi uma das 5 músicas mais tocadas na Colômbia durante 2007; seu terceiro single, Mío, ficou entre os 10 mais pedidos pela MTV Latino e HTV. Todas essas músicas (12 no total), compuseram seu álbum de estreia Naty Botero, apresentado ao vivo ao público em 12 de setembro de 2006.
Participou do reality show Se busca do Canal RCN na Colômbia, representando e orientando a categoria Rock-pop, em comparação com outros gêneros como vallenato, salsa, urbano e popular.

### 2010-2011:Adicta
No final de 2009, apresenta Esta noche es nuestra, o primeiro single do que viria a ser o seu segundo álbum. Essa música mostrou uma faceta mais latina de Naty, ao colaborar com o renomado cantor colombiano Joe Arroyo. O vídeo de Esta noche es nuestra foi dirigido pela própria Naty e filmado no Castillo de Salgar em Barranquilla.
A partir de 2010 e de forma independente, Naty apresenta Adicta, seu segundo álbum de estúdio, com o qual é indicada ao prêmio Shock 2010 na Colômbia como melhor solista Pop. Do mesmo álbum vieram singles como Tu Amor me Parte en Dos e Niño Loco, cujo vídeo filmado na Guatemala estava entre os dez mais solicitados pela rede MTV. Adicta, a música que dá nome ao álbum, serviu como quarto single do álbum e conta com a participação de Tostao, vocalista da banda Choc Quib Town, vencedora do Grammy Latino.
Em 2011, lançou Knokeada, quinto single da Adicta, cujo vídeo foi filmado na Cidade do México sob a direção de Adrian Burns e contou com a participação do renomado ator mexicano Miguel Rodarte.
Mucho Más foi lançado no final de 2011 como o sexto e último single da Adicta.
No mesmo ano, a colombiana então radicada no México apresenta uma nova versão do clássico Amor de mis Amores, com o qual é convidada a participar do festival Mexico Suena da rede Televisa. Também atinge alta rotação na Ritmo Son Tv, Telehit e HTV e inicia uma turnê promocional de shows na Cidade do México, Guadalajara, Puebla, Cancun e mais cidades do país asteca.
Paralelamente aos seus shows como cantora, Naty se aventura na cena DJ, realizando sua Naty Botero Dj Set Tour  com casa cheia em discotecas e boates em Miami, México, Venezuela, Equador (11 cidades) e Colômbia, misturando o melhor da música daquele momento e interpretando versões especiais ao vivo de suas músicas.

### 2012:Manifiesto de AmoreSexo Que Sana
Em 2012 apresenta Manifesto de amor, uma música enérgica, divertida e romântica que tem um vídeo gravado na Sierra Nevada de Santa Marta na Colômbia, onde Naty começa a desenvolver o trabalho de sua fundação Coraje com crianças de comunidades indígenas. Essa música lhe rendeu uma indicação para o MTV EMA's (MTV Europe) na categoria de melhor artista latino-americana ao lado de Juanes e também para os prêmios Shock 2012 como melhor solista feminina. Esta música foi lançada como o primeiro single oficial de seu terceiro álbum intitulado Coraje.
Ao mesmo tempo, Naty é convidada a participar da trilha sonora oficial do filme Quién paga la cuenta?, para a qual grava a música Malahiel junto com o cantor e compositor hondurenho Polache. Este tema e o filme se tornaram um sucesso em Honduras, alcançando os primeiros lugares de popularidade.
No final deste ano, ele apresenta Sexo Que Sana, o segundo single de seu terceiro álbum, uma música que contou com a colaboração do rapper de San Andrés Jiggy Drama. O vídeo foi a primeira parte da La Trilogía de la reinvención, projeto visual dirigido por Naty no qual a cantora e diretora trabalhou lado a lado com o DJ e produtor F3nix Castillo. Secrets e Volver a Volar também fizeram parte dessa trilogia visual.

### 2013:La PistaeCoraje
No primeiro semestre de 2013, Naty participou do reality show La Pista, criado pela Caracol Televisión junto com o grupo de dança A4 Urban, conseguindo se posicionar entre os 3 melhores grupos na final do programa.
Em 29 de agosto, Naty Botero apresentou ao vivo Coraje, seu terceiro álbum de estúdio, definido como seu álbum mais íntimo, honesto e pessoal, com 20 canções gravadas entre México, Colômbia e Estados Unidos, que variam entre a cumbia eletrônica e o pop experimental que caracteriza sua som. O álbum foi apresentado ao público com o terceiro single Jálame el Pelo, uma música cativante que ele compôs junto com o cantor e compositor colombiano Julio Nava; este álbum inclui colaborações com músicos como Morenito de Fuego, Amandititita e Serko Fu do México e também com La Bermúdez e Herencia de Timbiquí da Colômbia.

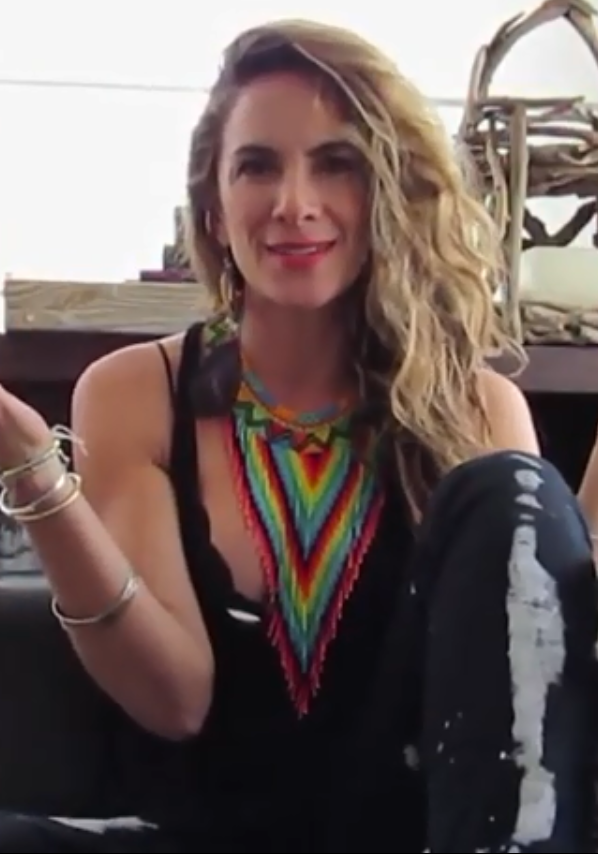
Naty Botero 2017

### 2014:Coraje
Em 2014, Naty promove Rosa, que se torna o quinto single promocional de Coraje, inspirado no Ícone da moda Yves Saint Laurent. O vídeo, filmado na cidade de Paris, é uma celebração da diversidade, em que Naty, vestida de homem atua com um modelo de traços andróginos; "Todos nós podemos ser diferentes, isso nos torna únicos, fortes e dignos de exigir respeito", disse Naty à mídia sobre o vídeo de Rosa.
Neste mesmo ano, Naty apresenta o terceiro single Femme Fatale junto com o rapper mexicano Morenito de Fuego  e Take you on a plane Feat. Savan, filmado na Guatemala, sob a direção de Giuseppe Badalamenti, que convida a colombiana para participar como atriz no filme Deus Ex Machina e lançado como promo.
Ela também é convidada pela cantora e atriz mexicana Dulce María, para participar da música Shots de amor, música que gravaram ao lado do também mexicana Pambo, que foi incluída em Sin Fronteras, segundo álbum de estúdio do ex-integrante do grupo RBD.
No segundo semestre de 2014, Naty tornou-se jurada do programa de TV Baila Fanta no Canal Caracol. Lá, junto com grandes expoentes da dança mundial como Eddie Morales, percorreu várias escolas da Colômbia em busca dos melhores dançarinos do país.
Em dezembro, o sexto single do álbum foi lançado: Vino, em colaboração com La Bermúdez, filmado no México e inspirado na estética de Frida Kahlo. Ambos os artistas realizaram uma turnê de shows por várias cidades do país asteca e da Colômbia.

### 2015:Coraje By Naty BoteroeSiempre Juntos
Naty Botero se aventura na indústria da moda, apresentando algumas semanas antes do início do ano a primeira coleção Coraje: By Naty Botero, no âmbito da Barranquilla Fashion Week. Biquínis, acessórios e mochilas feitas à mão, desenhados pela artista colombiana junto com as mulheres da Sierra Nevada de Santa Marta, onde Naty vive atualmente, foram apresentados na passarela. Os recursos da venda dessas peças têm sido usados para fornecer assistência médica, odontológica e educação a mulheres e crianças da região por meio da fundação Coraje, também liderada pelo artista colombiana.
Coraje By Naty Botero, que já teve três coleções entre 2015 e 2016: Coraje Shop, Diosa Guajira e Madre Tierra, nasceu como um empreendimento para contribuir e empoderar as mulheres e crianças da Sierra Nevada em Santa Marta.
Las colecciones se presentaron en diferentes pasarelas como Ibagué, Maquila y Moda e Palmira Expomoda. Naty también formó parte de la pasarela FRIDA, del estilista Betto Duran, con un show musical en el que interpretó éxitos de Coraje. 
No segundo semestre de 2015, foi lançada a balada Siempre Juntos, como sétimo single oficial do álbum Coraje; desta vez ao lado do grupo colombiano que conquistou a gaivota de prata em Viña del Mar: Herencia de Timbiquí. Siempre Juntos estreia em outdoors de vendas digitais e o vídeo atinge alta rotação em diferentes canais da América Latina.
Naty recebe a indicação ao MTV Millennial Awards 2015 (MTV MIAW) como o melhor artista colombiano do ano, junto com J Balvin e outros expoentes da música nacional. Desta vez, ela se tornou a única mulher colombiana indicada.
No final de 2015, Naty se torna mentora e jurada do reality show musical Barena Karaoke Nights em Honduras. Lá, ela participa ativamente como principal imagem da cerveja Barena, percorrendo várias cidades em busca das melhores vozes daquele país centro-americano.

## 10 anos de carreira artística e construção da Casa Coraje

### 2016:Mi Esencia
2016 começa com a celebração dos 10 anos de carreira do artista colombiana, através da Sony Music Mexico. Naty apresenta Mi Esencia, seu primeiro álbum de compilação, que apresentou com um show ao vivo da Cidade do México. O álbum, distribuído apenas no país asteca, contém músicas de seus três álbuns de estúdio (Naty Botero-2006, Adicta-2009 e Coraje-2013).
Mi Esencia tem 2 músicas inéditas, Cielo e Quiéreme, com a participação de Maite Hontelé. Há também alguns de seus duetos mais reconhecidos como Esta noche es nuestra com Joe Arroyo, Siempre Juntos com Herencia de Timbiquí, Vino con La Bermúdez e com expoentes mexicanos como Morenito de Fuego, que participou de Femme Fatale e Amandititita em La Lengua, que se tornou o oitavo single do artista colombiana.
Continuando com sua faceta de empresária, Naty constrói seu próprio hotel em Palomino: a Casa Coraje, uma casa de praia onde o yoga, a música e o amor pela natureza são os protagonistas.
Naty participa como jurada na segunda temporada do Barena Karaoke Nights em Honduras, dividindo o papel de mentora ao lado de várias personalidades como JenCarlos Canela, Joey Montana e Los Bohemios, com quem participa de uma nova música chamada Me muero por volver, que alcançou grande popularidade naquele país.
A colombiana comemora 10 anos de carreira artística com uma turnê de shows acústicos no México (Guadalajara, Cidade do México, Cancun, Puebla), Honduras (San Pedro Sula, Tegucigalpa), Estados Unidos (Miami, Los Angeles e Burning Man em Reno, Nevada) e Colômbia, que termina com um show em Bogotá em novembro. Na feira de arte de Barcú, apresenta o vídeo oficial de Coraje, filmado no festival Burning Man, como o nono e último single da era Coraje, do qual foram lançados 9 singles e 12 vídeos no total.

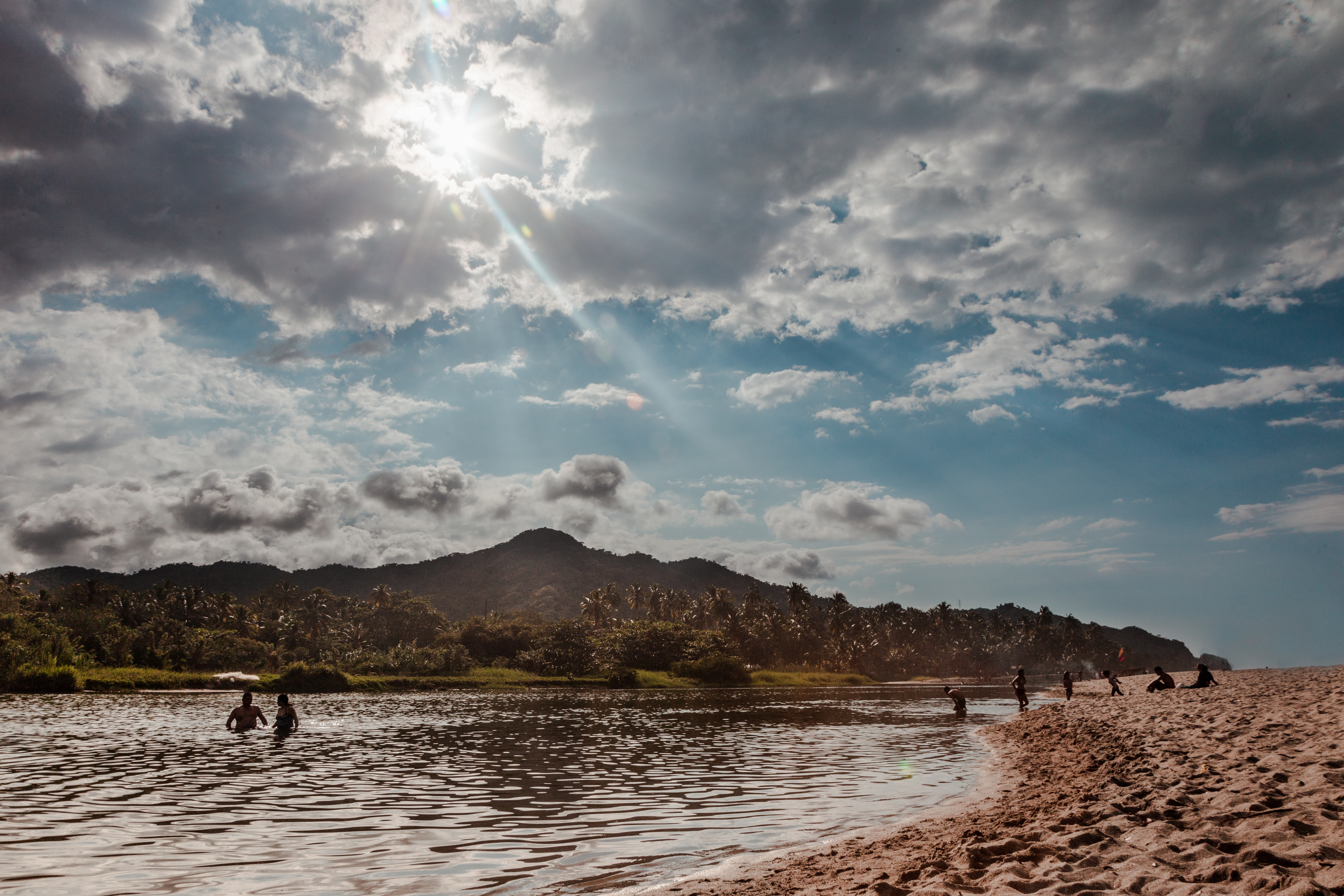
Praia de Palomino, Colômbia. Naty Botero mora lá, perto da Sierra Nevada de Santa Marta, localizada às margens do mar do Caribe colombiano.

### 2017: Naty como guardiã da Sierra Nevada de Santa Marta
Por iniciativa do cantora e compositora colombiana, em 10 de fevereiro de 2017, junto com as crianças e indígenas da bacia do Palomino na Serra Nevada de Santa Marta, foram plantadas mais de 1.000 árvores para reflorestar esta terra. Esta atividade buscou conscientizar, educar e continuar ajudando a construir comunidade neste local sagrado para os indígenas Koguis, Arawaks e Wiwas da serra.
O plantio foi realizado durante 3 dias, sincronizado com o plantio a partir do município de Palomino em La Guajira, até chegar ao centro educacional Seivyaca, uma escola indígena que pode ser alcançada a pé por 1 hora de Palomino e para a qual Naty, com sua fundação Coraje, vem realizando doações de livros e sessões de odontologia para alunos.
Naty Botero gravou seu quarto álbum de estúdio entre os Estados Unidos e a Colômbia

### 2018-2020:InDios / InLovee20/20 Collage
O quarto álbum de Naty Botero chega em 2018 junto com o primeiro single intitulado 11/11, lançado no final de 2017 e com muito mais ritmos caribenhos misturados com cumbia e pop. O segundo single, chamado Cucurucumbia e parte de seu curta: InDios são lançadas como a primeira parte deste álbum duplo que contém 17 músicas e foi lançado em maio de 2018. Different, a primeira música do álbum, é lançada no início do ano como single promocional. Para abril, Naty lança o terceiro single oficial, a música Lloré de felicidad, junto com o cantor Charles King. Além disso, o álbum contém a colaboração de Cata Pirata no tema Rompe, música que seria lançada como quarto single. Outros singles como Se va e Vas como río foram lançados durante 2019.
No final de 2019, Naty lança a música Comelo, junto com a cantora Bemba Colora, música que serve como primeiro single de seu álbum doble intitulado 20/20 Collage: Remixes and B sides. 

### 2021-2022: Projeto incluindoTengo Fe,Puro AmoreDespedida
No ano de 2021 e como parte de seu novo projeto, ela lança a música Tengo Fe, que foi inspirada nos sentimentos de Botero, de ser uma mulher forte, mas ao mesmo tempo suave e doce. O objetivo dessa música é transmitir uma mensagem de amor, deixando o ódio de lado e trocando a dúvida pela fé. O desenvolvimento desta nova obra musical ocorreu em Palomino, Departamento de La Guajira, local de residência de Botero por vários anos e onde vive com sua família.
No ano de 2022 e como parte do mesmo projeto musical, ele lança uma nova música chamada Puro Amor, na qual usa ritmos do merengue dominicano para expressar amor ao parceiro, mas também desejando expressar um sentimento de amor próprio naquele momento de sua vida pessoal e sua carreira musical. O vídeo desta música também foi filmado na cidade de Palomino, na costa caribenha colombiana. 
Em julho de 2022, Naty apresentou o single Despedida, feito em colaboração com o cantor colombiano Andrés Cabas. O vídeo desta canção romântica foi filmado no departamento de La Guajira e na Sierra Nevada de Santa Marta.

## Discografia
| Ano  | Álbum           | Gravadora         |
| ---- | --------------- | ----------------- |
| 2006 | Naty Botero     | Sony Music México |
| 2010 | Adicta          | EMI Music         |
| 2013 | Coraje          | Naty Botero Music |
| 2016 | Mi Esencia      | Sony Music        |
| 2018 | InDios / InLove | Naty Botero Music |
| 2020 | 20/20 Collage   | Naty Botero Music |

## Filmografia
- Little Death (2003) - filme curto
- Por amor a Gloria (2005) - novela
- Another Gay Movie  (2006) - trilha sonora do filme
- Esto huele mal  (2007) - filme
- La pista  (2013) - concurso de televisão
- Baila Fanta (2014) - concurso de televisão
- Barena Karaoke Nights (2016) - concurso de televisão
- InDios (2018) - filme curto